# Ankara (provincie)
Ankarská provincie je tureckou provincií, nachází se ve východní části Malé Asie. Rozloha provincie činí 25 706km² a v roce 2006 zde žilo 4 534 193 obyvatel. Hlavním městem je Ankara. Provincie je jednou z největších v Turecku a správní centrum je zároveň i hlavní město země.

## Administrativní členění

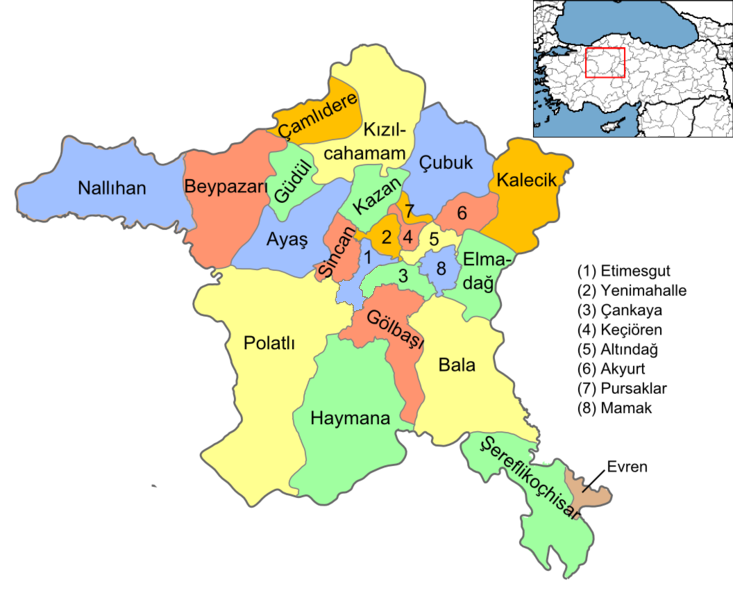
Administrativní členění

Ankarská provincie se administrativně člení na 24 distriktů:
| - Akyurt - Altındağ - Ayaş - Bala - Beypazarı - Çamlıdere - Çankaya - Çubuk - Elmadağ - Etimesgut - Evren - Gölbaşı | - Güdül - Haymana - Kalecik - Kahramankazan - Keçiören - Kızılcahamam - Mamak - Nallıhan - Polatlı - Sincan - Yenimahalle - Şereflikoçhisar |